# Omocestus africanus
Omocestus africanus är en insektsart som beskrevs av Carl Otto Harz 1970. Omocestus africanus ingår i släktet Omocestus och familjen gräshoppor. Inga underarter finns listade i Catalogue of Life.